# Consell departamental del Roine

Logo del Consell departamental

El Consell departamental del Roine (en francès conseil départemental du Rhône) és l'assemblea deliberant del departament francès del Roine, a la regió d'Alvèrnia-Roine-Alps. La seu es troba a Lió.

## Composició
El març de 2015 el Consell departamental del Roine era constituït per 26 elegits pels 13 cantons del Roine.
| Partit              | Sigla | Electes | Grup polític |
| ------------------- | ----- | ------- | ------------ |
| Majoria (24 escons) |       |         |              |
| Els Républicans     | LR    | 14      | LR           |
| UDI / Divers droite |       | 10      | Centre       |
| Oposició (2 escons) |       |         |              |
| Partit Socialista   | PS    | 2       | Esquerra     |

## President
Des de 2015 el president és Christophe Guilloteau (Els Republicans).